# Suzuki Hayato
Hayato Suzuki (sinh ngày 13 tháng 5 năm 1982) là một cầu thủ bóng đá người Nhật Bản.

## Sự nghiệp câu lạc bộ
Hayato Suzuki đã từng chơi cho Shimizu S-Pulse và Ventforet Kofu.